# Ахмед ибн Фахд Аль Сауд
Ахме́д ибн Фа́хд Аль Сау́д (араб. أحمد بن فهد آل سعود‎; 1986, Эр-Рияд) — саудовский принц, бизнесмен и политик, заместитель губернатора Восточной провинции (2017—2023). Внук правящего короля Салмана ибн Абдул-Азиза.

## Биография

### Происхождение и образование
Принц Ахмед ибн Фахд родился 9 сентября 1986 года в Эр-Рияде в семье принца Фахда ибн Салмана Аль Сауда и его супруги, принцессы Нуф бинт Халид Аль Сауд (ум. 2021). По линии отца он является внуком короля Салмана ибн Абдул-Азиза, короля Саудовской Аравии с 2015 года.
Получил начальное образование на родине, затем поступил в Университет короля Сауда, который в 2007 году закончил в области бакалавра права, а затем прошёл ряд курсов в области банковского дела.

### Карьера
В 2014 году начал карьеру в отделе по политическим вопросам в посольстве Саудовской Аравии в Лондоне.
В апреле 2017 года его дед, король Салман назначил его заместителем губернатора Восточной провинции. В декабре 2023 года он был освобождён от этой должности своим дедом, который назначил на его должность принца Сауда ибн Бандара Аль Сауда.

### Деятельность
Принц является членом правления нескольких благотворительных организаций, среди которых Ассоциация детей-инвалидов и Благотворительный комитет по уходу за сиротами. 